# Felipe Cardoso
João Felipe Sampaio Cardoso, lepiej znany jako Felipe Cardoso (ur. 21 grudnia 1977 w Rio de Janeiro) – brazylijski aktor telewizyjny.
W wieku 12 lat wystąpił w szkolnym przedstawieniu Powrót do szkoły (De volta a escola). W latach 90. przeniósł się do Rio de Janeiro. Swoją karierę artystyczną rozpoczął w telewizji jako statysta w sztuce Anioł spadł z nieba (Anjo Caiu do Céu) u boku Rodrigo Santoro. Popularność przyniósł mu udział w telenoweli Grzech śmiertelny (Pecado Mortal, 2013), gdzie wystąpił jako niezdarny i zabawny Otávio Vêneto, początkujący złoczyńca, uwodziciel i jeden ze „złych chłopców”.
Żonaty z Joyce Ferreirą de Oliveirą, ma syna Enrico (ur. 11 listopada).

## Wybrana filmografia
| Rok  | Tytuł                                   | Rola              |
| ---- | --------------------------------------- | ----------------- |
| 2006 | Alta Estação                            | Pedro Ivo (Pepeu) |
| 2008 | Revelação                               | Maçarico          |
| 2009 | Vende-se um Véu de Noiva                | Flávio Marques    |
| 2011 | Samson i Dalila (Sansão e Dalila)       | Jidafe            |
| 2011 | Ribeirão do Tempo                       | Jairo Portela     |
| 2013 | Józef z Egiptu (José do Egito)          | Lewi              |
| 2013 | Pecado Mortal                           | Otávio Venêto     |
| 2015 | Dziesięć Przykazań (Os Dez Mandamentos) | Selofchad         |